# Роузбуш (Мичиген)
Роузбуш (енгл. Rosebush) град је у америчкој савезној држави Мичиген.

## Демографија
По попису из 2010. године број становника је 368, што је 11 (-2,9%) становника мање него 2000. године.
| Група             | 2000.       | 2010.       |
| Белци             | 357 (94,2%) | 320 (87,0%) |
| Афроамериканци    | 8 (2,1%)    | 4 (1,1%)    |
| Азијати           | 0 (0,0%)    | 0 (0,0%)    |
| Хиспаноамериканци | 11 (2,9%)   | 23 (6,3%)   |
| Укупно            | 379         | 368         |